# Presentación en el Templo (Andrea Mantegna)

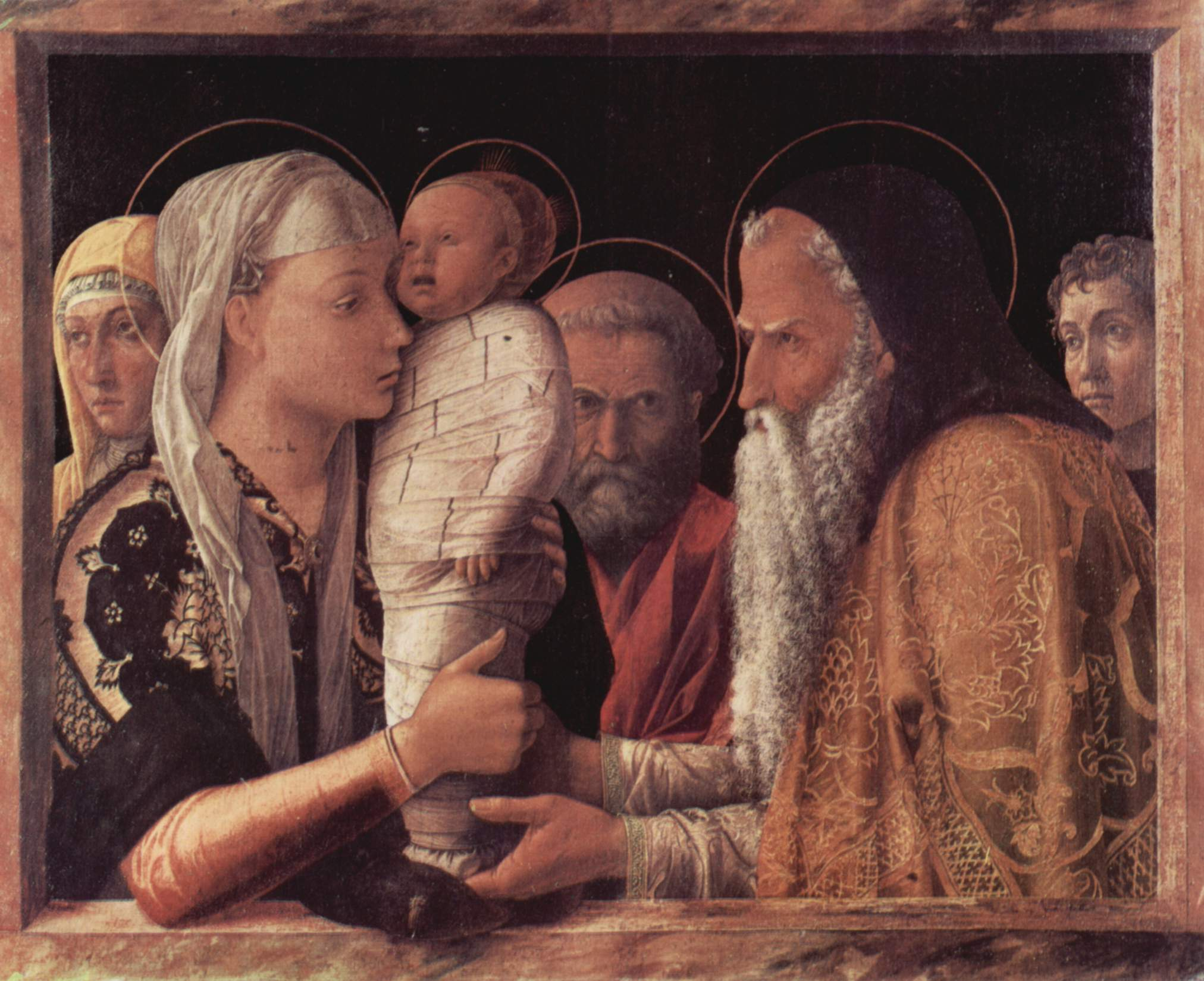
La Presentación en el Templo, Andrea Mantegna.

La Presentación en el Templo  es una pintura del artista del Renacimiento italiano Andrea Mantegna. Data de hacia c. 1455, y se encuentra en la Gemäldegalerie, de Berlín, Alemania.

## Historia
La fecha de la pintura es desconocida, pero pertenece a la juventud del pintor en Padua. la fecha propuesta varía de 1453, cuando Mantegna se casó con Nicolosia Bellini, hija del pintor Jacopo Bellini y hermana de Giovanni y Gentile, ambos pintores como su padre, y 1460 cuando partió para Mantua. La Presentación en el Templo, de Bellini explícitamente inspirada en la de Mantegna, es de alrededor del último año.

## Descripción
La escena se presenta dentro de un marco simulado de mármol. El cojín sobre el que se alza el Niño se apoya en él y sobresale un poco a modo de trampantojo.
La Virgen María, en primer plano, sostiene al Niño, fajado, mientras un anciano barbudo con rico manto brocado, Simeón, se acerca a cogerle. En el centro, en penumbra, está José con un fina aureola como los dos anteriores. Más al fondo, a cada lado, dos espectadores sin aureola ha sido identificados como posiblemente un autorretrato de Mantegna y un retrato de su mujer.